# Cantegril
Cantegriles o cantes es el nombre que reciben en Uruguay los asentamientos informales formados por un conjunto de viviendas muy precarias construidas muchas veces de lata o con cartones y desechos en terrenos privados ocupados o de propiedad del estado, así como también en las márgenes de ríos o arroyos. Son similares a las villas miseria argentinas, las favelas brasileñas, los tugurios costarricenses, las poblaciones callampas chilenas, las chabolas españolas o los pueblos jóvenes peruanos.
El término surge, probablemente, como una manera despectiva para referirse a estas viviendas precarias, comparándolas irónicamente con el lujoso barrio Cantegril de Punta del Este, o quizá más específicamente con el Cantegril Country Club, un club campestre de esa zona donde concurren las élites más adineradas de la región.
Al principio, muchos de sus habitantes eran personas que provenían del campo y venían a vivir a la ciudad (generalmente a la capital, Montevideo) en busca de mejor suerte. Pero debido a las difíciles situaciones reinantes no podían abandonar el "asentamiento" (que es un eufemismo para referirse a estos barrios, generalmente utilizado en los medios de comunicación). Con el correr de los años y de las sucesivas crisis económicas, estos barrios han crecido y se han multiplicado no solo en la capital, sino también en otros centros urbanos y suburbanos del país.
Según el reprocesamiento de los datos del censo efectuado en el año 2007 por el Instituto Nacional de Estadística de Uruguay, aproximadamente el 3% de la población del interior (40.848 personas) y el 11% de la población de Montevideo (133.545 personas) vive en asentamientos irregulares, representando a nivel del país el 6% de la población total (174.393 personas).